# Coupe de France de cyclisme sur route 2020
Navigation
Coupe de France 2019 Coupe de France 2021
La Coupe de France de cyclisme sur route 2020 est la 29e édition de la Coupe de France de cyclisme sur route. Elle débute le 2 février avec le Grand Prix d'ouverture La Marseillaise et se termine le 11 octobre avec Paris-Tours. 
En raison de la pandémie de Covid-19, seules 8 manches sont au programme, au lieu des 16 initialement prévues,.

## Attribution des points

### Classements individuels
Comme depuis 2018, tous les coureurs peuvent marquer des points. Le classement général s'établit par l'addition des points ainsi obtenus. Les coureurs de moins de 25 ans concourent pour le classement du meilleur jeune.
| Position | 1  | 2  | 3  | 4  | 5  | 6  | 7  | 8  | 9  | 10 | 11 | 12 | 13 | 14 | 15 |
| Points   | 50 | 35 | 25 | 20 | 18 | 16 | 14 | 12 | 10 | 8  | 6  | 5  | 3  | 3  | 3  |

### Classement par équipes
Le classement par équipes est établi de la manière suivante. Lors de chaque course, on additionne les places des trois premiers coureurs de chaque équipe. L'équipe avec le total le plus faible reçoit 12 points au classement des équipes, la deuxième équipe en reçoit neuf, la troisième équipe en reçoit huit et ainsi de suite jusqu'à la neuvième équipe qui marque deux points. Seules les équipes françaises marquent des points.
| Position | 1  | 2 | 3 | 4 | 5 | 6 | 7 | 8 | 9 |
| Points   | 12 | 9 | 8 | 7 | 6 | 5 | 4 | 3 | 2 |

## Résultats
| # | Date         | Course                                                         | Vainqueur        | Équipe                   | Leader du classement individuel | Leader du classement par équipes |
| - | ------------ | -------------------------------------------------------------- | ---------------- | ------------------------ | ------------------------------- | -------------------------------- |
| 1 | 2 février    | Grand Prix La Marseillaise (2020)                              | Benoit Cosnefroy | AG2R La Mondiale         | Benoit Cosnefroy                | AG2R La Mondiale                 |
| 2 | 1er août     | 1re étape de la Route d'Occitanie (2020)                       | Bryan Coquard    | B&B Hotels-Vital Concept | Benoit Cosnefroy Bryan Coquard  | AG2R La Mondiale                 |
| 3 | 29 août      | 4e étape du Tour Poitou-Charentes en Nouvelle-Aquitaine (2020) | Josef Černý      | CCC                      | Josef Černý                     | AG2R La Mondiale                 |
| 4 | 6 septembre  | Tour du Doubs (2020)                                           | Loïc Vliegen     | Circus-Wanty Gobert      | Josef Černý                     | AG2R La Mondiale                 |
| 5 | 20 septembre | Grand Prix d'Isbergues (2020)                                  | Nacer Bouhanni   | Arkéa-Samsic             | Josef Černý                     | AG2R La Mondiale                 |
| 6 | 22 septembre | Paris-Camembert (2020)                                         | Dorian Godon     | AG2R La Mondiale         | Nacer Bouhanni                  | AG2R La Mondiale                 |
| 7 | 27 septembre | Paris-Chauny (2020)                                            | Nacer Bouhanni   | Arkéa-Samsic             | Nacer Bouhanni                  | AG2R La Mondiale                 |
| 8 | 11 octobre   | Paris-Tours (2020)                                             | Casper Pedersen  | Sunweb                   | Nacer Bouhanni                  | AG2R La Mondiale                 |

## Classements finals

### Classement individuel
| #  | Coureur            | Équipe                   | Pts |
| -- | ------------------ | ------------------------ | --- |
| 1  | Nacer Bouhanni     | Arkéa-Samsic             | 125 |
| 2  | Benoit Cosnefroy   | AG2R La Mondiale         | 85  |
| 3  | Josef Černý        | CCC                      | 64  |
| 4  | Alexander Krieger  | Alpecin-Fenix            | 58  |
| 5  | Valentin Madouas   | Groupame-FDJ             | 55  |
| 6  | Casper Pedersen    | Sunweb                   | 50  |
| 7  | Bryan Coquard      | B&B Hotels-Vital Concept | 50  |
| 8  | Dorian Godon       | AG2R La Mondiale         | 50  |
| 9  | Loïc Vliegen       | Circus-Wanty Gobert      | 50  |
| 10 | Maurits Lammertink | Circus-Wanty Gobert      | 45  |

### Classement individuel des jeunes
| #  | Coureur                | Équipe                   | Pts |
| -- | ---------------------- | ------------------------ | --- |
| 1  | Benoit Cosnefroy       | AG2R La Mondiale         | 85  |
| 2  | Valentin Madouas       | Groupama FDJ             | 55  |
| 3  | Casper Pedersen        | Sunweb                   | 50  |
| 4  | Dorian Godon           | AG2R La Mondiale         | 50  |
| 5  | Luca Mozzato           | B&B Hotels-Vital Concept | 36  |
| 6  | Biniam Hailu           | Nippo Delko One Provence | 35  |
| 7  | Joris Nieuwenhuis      | Sunweb                   | 25  |
| 8  | Aurélien Paret-Peintre | AG2R La Mondiale         | 25  |
| 9  | Edward Planckaert      | Sport Vlaanderen-Baloise | 21  |
| 10 | Jérémy Lecroq          | B&B Hotels-Vital Concept | 20  |

### Par équipes
| # | Équipe                              | Pts |
| - | ----------------------------------- | --- |
| 1 | AG2R La Mondiale                    | 72  |
| 2 | Arkéa-Samsic                        | 59  |
| 3 | Nippo Delko One Provence            | 53  |
| 4 | Groupama FDJ                        | 51  |
| 5 | Natura4Ever-Roubaix-Lille Métropole | 50  |
| 6 | Vital Concept-B&B Hotels            | 45  |
| 7 | Cofidis                             | 43  |
| 8 | Total Direct Énergie                | 40  |
| 9 | Saint Michel-Auber 93               | 35  |